# Maria Loja
Maria Loja; eigentlich Henny Anna Maria Hinsch (* 12. Februar 1890 in Hamburg; † 3. Januar 1953 in Berlin; auch als Maria Loja-Stiebner oder Maria Loya geführt) war eine deutsche Schauspielerin und Hörspielsprecherin.

## Leben
Maria Loja wurde als Tochter des Gastwirtes Hermann Hinsch und seiner Ehefrau Amanda geboren. Sie spielte unter Erich Ziegel an den Hamburger Kammerspielen und hatte lange Jahre Engagements an unterschiedlichen Berliner Bühnen (zuletzt am Theater am Schiffbauerdamm).
Ab 1934 wirkte sie auch in verschiedenen Filmproduktionen mit. Darunter befanden sich die Spielfilme Mach’ mich glücklich aus dem Jahr 1935 von Arthur Robison mit Emil Birron, Egon Brosig und Else Elster und 1943 Romanze in Moll in der Regie von Helmut Käutner mit Marianne Hoppe, Paul Dahlke und Ferdinand Marian. Loja stand 1944 in der Gottbegnadeten-Liste des Reichsministeriums für Volksaufklärung und Propaganda.
Im Jahr 1949 verkörperte sie eine Wirtin in dem DEFA-Film Rotation von Wolfgang Staudte mit Paul Esser, Irene Korb und Werner Peters. Zudem arbeitete sie vereinzelt als Hörspielsprecherin.
Maria Loja war mit dem Schauspieler Hans Stiebner verheiratet. Gemeinsam mit ihrem Ehemann unterrichtete sie auch als Schauspiellehrerin. So bildete sie unter anderem den Schauspieler Martin Benrath aus. Auch der Regisseur und Schauspieler Axel von Ambesser erhielt von dem Ehepaar Unterricht.

„Gemäß Ziegels Rat nahm ich bei […] einem Schauspielerehepaar Sprechunterricht. […] sie hießen Hans und Maria […]“

Maria Loja verstarb 1953 in Berlin-Schmargendorf.

## Filmografie (Auswahl)
- 1934: Die Medaille (Kurzfilm)
- 1934: Die Finanzen des Großherzogs
- 1934: Abenteuer im Südexpress
- 1934: Was bin ich ohne Dich
- 1934: La Paloma. Ein Lied der Kameradschaft
- 1934: Ihr größter Erfolg
- 1935: Das Geschenk (Kurzfilm)
- 1935: Mach’ mich glücklich
- 1935: Ich war Jack Mortimer
- 1935: Königstiger
- 1936: Boccaccio
- 1936: August der Starke
- 1937: Die Holzauktion (Kurzfilm)
- 1937: Menschen ohne Vaterland
- 1937: Sherlock Holmes
- 1937: Versprich mir nichts!
- 1937: Gabriele: eins, zwei, drei
- 1938: In geheimer Mission
- 1939: Spaßvögel
- 1939: Männer müssen so sein
- 1939: Es war eine rauschende Ballnacht
- 1939: Ihr erstes Erlebnis
- 1940: Rote Mühle
- 1940: Der Kleinstadtpoet
- 1940/42: Der große König
- 1941: Die Kellnerin Anna
- 1942: Rembrandt
- 1942: Die goldene Stadt
- 1943: Der kleine Grenzverkehr
- 1943: Romanze in Moll
- 1943/44: Eine kleine Sommermelodie (UA: 1982)
- 1943/47: Jan und die Schwindlerin
- 1944: Familie Buchholz
- 1944: Es lebe die Liebe
- 1944/48: Fahrt ins Glück
- 1944/52: Das Mädchen Juanita
- 1949: Rotation
- 1951: Die Sonnenbrucks
- 1953: Fräulein Casanova
- 1953: Der Verschwender

## Hörspiele (Auswahl)
- 1947: Ein Sonntag-Nachmittag – Regie: Otto Kurth
- 1949: Begegnung – Regie: Eberhard Cronshagen
- 1949: Ein belangloser Fall
- 1949: Der erste Preis
- 1950: Der Hagestolz – Regie: Karl Metzner
- 1950: Das Wirtshaus zu den fünf Wünschen – Regie: Heinz von Cramer
- 1950: Zum goldenen Anker – Regie: Hanns Korngiebel
- 1952: Apoll an der Seine – Regie: Fritz Schröder-Jahn